# Clan Shibata

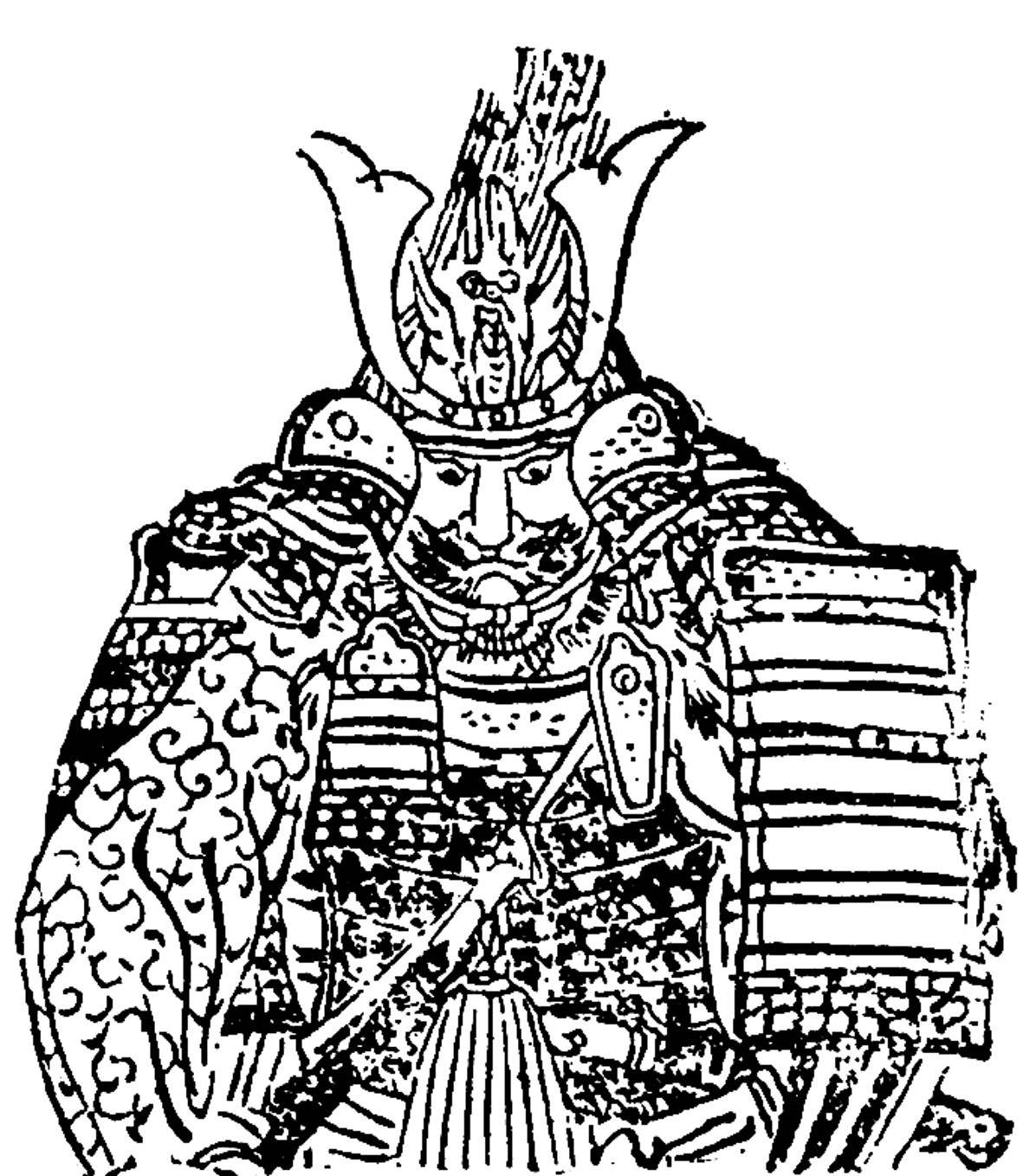
voici une image d'une personne du clan

Le clan Shibata est un clan japonais datant de l'époque de Heian (XVIIe siècle). Le clan  Shibata (新発田 en japonais) de la province d'Echigo n'a aucun lien familial avec le clan Shibata de la province d'Owari (écrit 柴田 en japonais). Le clan Shibata d'Echigo descend de Moritsuna Sasaki, soutien de Minamoto no Yoritomo et fils de Sasaki Hideyoshi. Plus tard, les Shibata deviennent les obligés du clan Nagao qui est sous le contrôle du fameux Kenshin Uesugi. Après la mort de Shigeie Shibata en 1587, le clan Shibata essaie de s'affranchir des Uesugi. Le clan d'Echigo disparaît peu après. 

## Source de la traduction
- (en) Cet article est partiellement ou en totalité issu de l’article de Wikipédia en anglais intitulé « Shibata clan » (voir la liste des auteurs).